# 部分循環湖

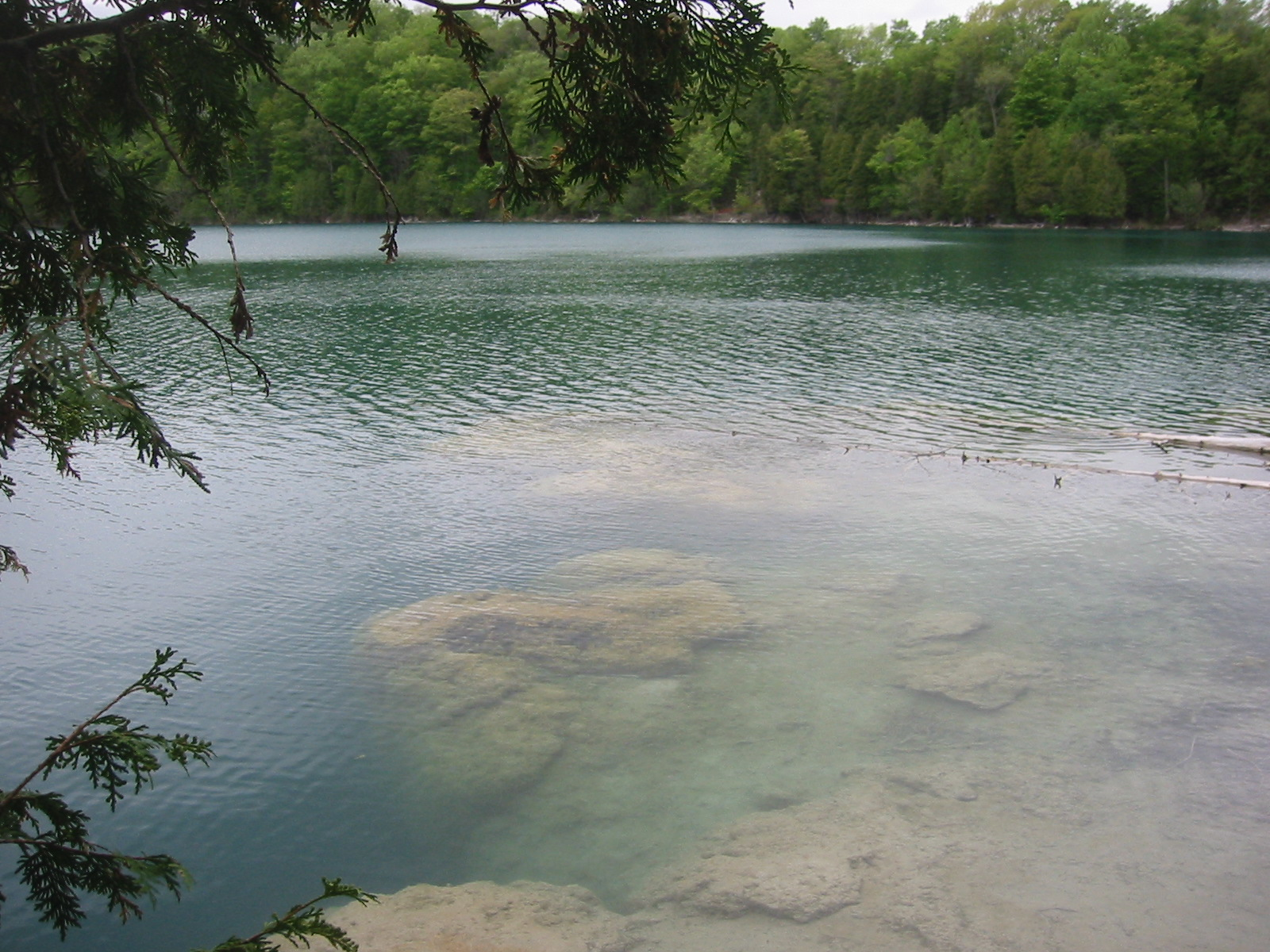
部分循環湖の1つグリーン湖、アメリカ合衆国ニューヨーク州Green Lakes State Park

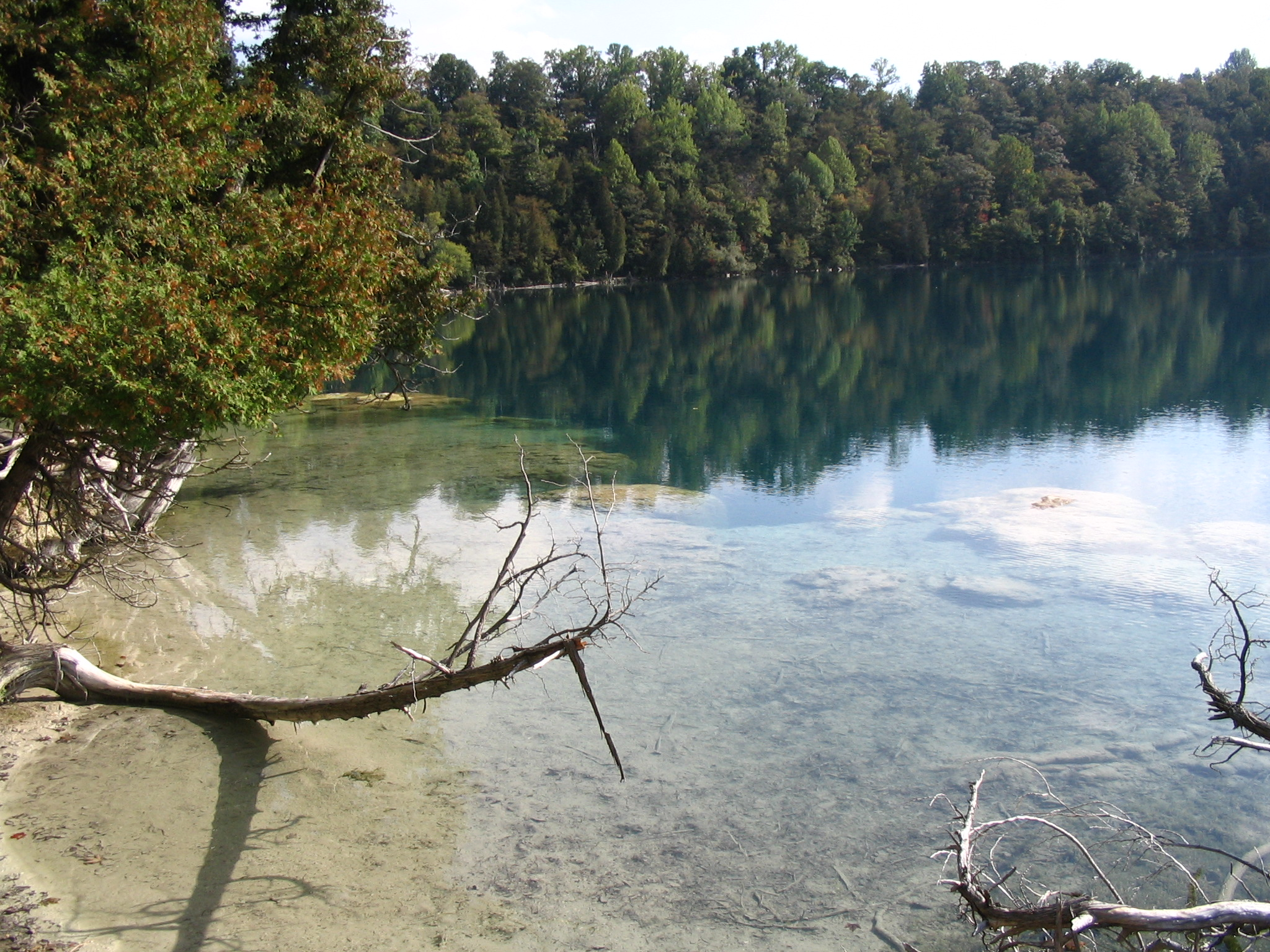
部分循環湖の1つグリーン湖、アメリカ合衆国ニューヨーク州Green Lakes State Park

部分循環湖（ぶぶんじゅんかんこ、英語：meromictic lake）は、湖水が層を持ち、完全に混ざらない湖を指す。

## 概説
部分循環湖（"meromictic"）という言葉は、1957年アメリカの動物学者 G. Evelyn Hutchinsonの著作 Treatise on Limnology の中で、循環がより行われない湖をさして使用された。部分循環湖でない湖は完全循環湖（Holomictic lake）と呼ばれる。
部分循環湖成立の原因：
- 上層部に比べ、急傾斜な湖底に囲まれた海盆を持つ構造
- 下層の湖水が高い塩度を持ち、上層部湖水より濃度が高い場合

部分循環湖では、深層に海水など高密度の水が半永久的に停滞し、上層の塩分の薄い低密度の水との境界に各種のバクテリアなどが密生して層を成す場合があり、新たな知見が数多く見出されている。この現象は陸水のみならず海水でも同様に生じている可能性があると指摘されている。

## 地球上の部分循環湖

### 北アメリカ
- Soap Lake （ワシントン州）
- Green Lake and Round Lake, in en:Green Lakes State Park（シラキュース (ニューヨーク州)の東方13km）
- Ballston Lake（オールバニ (ニューヨーク州)の北北西30km）
- Crawford Lake （ミルトン、オンタリオ州）
- Pink Lake in Gatineau Park （ケベック州）
- McGinnis Lake （Petroglyphs Provincial Park, オンタリオ州）
- Mahoney Lake （オカナガン・ヴァレー, ブリティッシュコロンビア州）
- Irondequoit Bay (ロチェスター (ニューヨーク州))

### オーストラリア
- フィドラー湖, ゴードン河岸 （タスマニア）

### ヨーロッパ
- Salsvatnet, Kilevann, Tronstadvatn, Birkelandsvatn, Rørholtfjorden, Botnvatn, Rørhopvatn、 Strandvatn lakes （ノルウェイ）
- Lake Cadagno （スイス）
- Lac Pavin （フランス）

### アフリカ
- ニオス湖、 Lake Monoun （カメルーン）
- キブ湖 （ルワンダ）
- ボゴリア湖（ケニア）

### アジア
- Pantai Keracut (Keracut Beach) Lake, （ペナン国立公園、ペナン島北西部、 マレーシア）
- 黒海

### 南極
- バンダ湖
- ぬるめ池[4]

### 日本
- 春採湖（北海道）[5]
- 水月湖（福井県）
- 貝池（鹿児島県）[6]